# Губар, Павел Викентьевич
Па́вел Вике́нтьевич Губар (25 января 1885, Гродненская губерния—13 марта 1976, Ленинград) — российский и советский коллекционер, библиофил.

## Биография

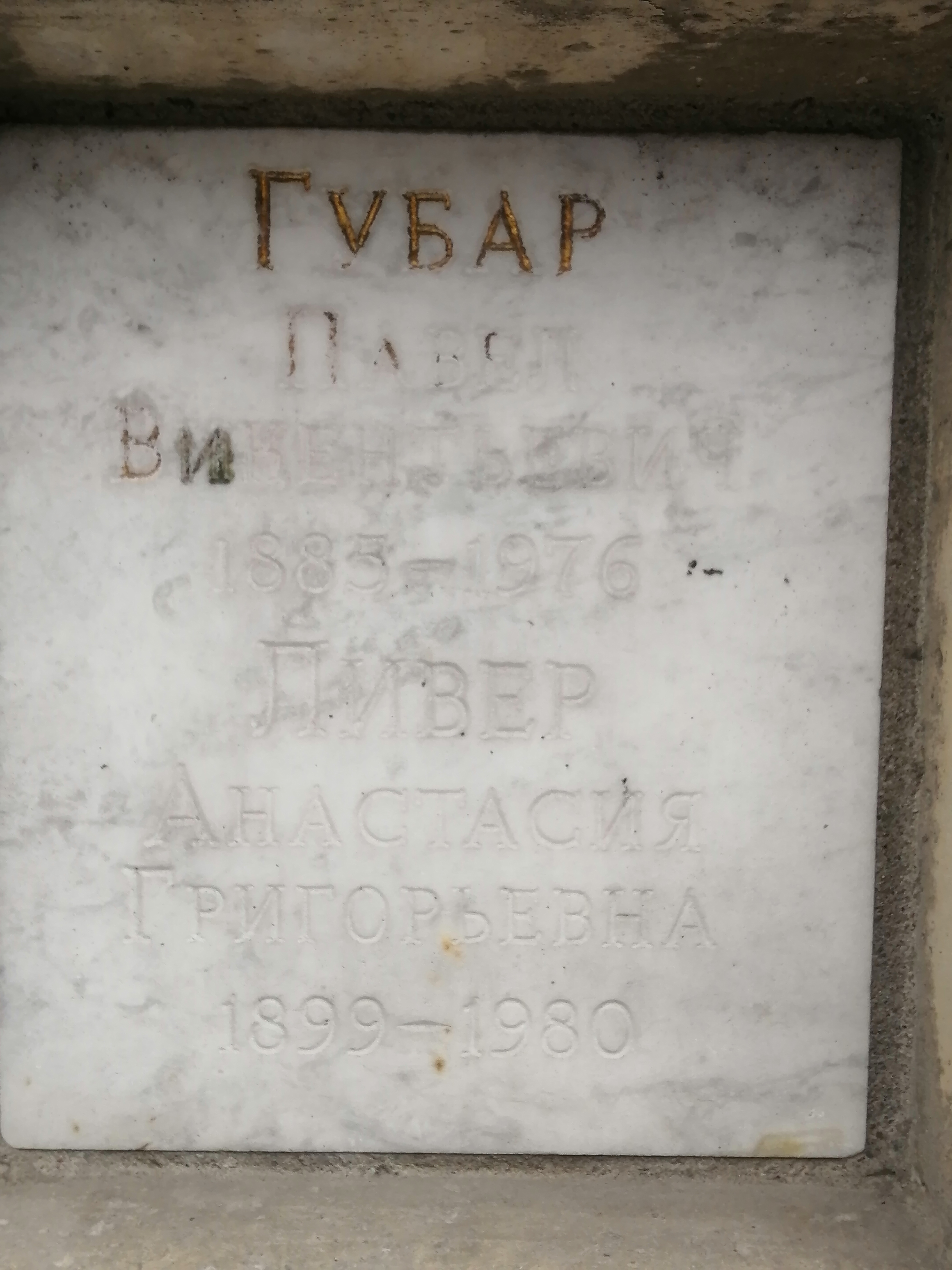
Могила Губар П.В. Колумбарий Санкт-Петербургского крематория.

Как указывал сам П. В. Губар, его отец и мать — крестьяне села Межеречье Волковысского уезда Гродненской губернии.
Губар, окончив Рижский политехнический институт, в 1911 году приехал в Санкт-Петербург и занял должность инженера на заводе фирмы Сан-Гали. Ещё учась, он проходил практику на одном из петербургских заводов и однажды в поисках необходимой технической литературы попал на Александровский рынок, «где был поражен множеством книжных лавок, лавчонок и книжных развалов». Здесь он впоследствии познакомился с П. А. Ефремовым, которого современники называли «живой летописью русской литературы и справочной энциклопедией по русской иконографии в широком её значении». Позже Губар вспоминал:

Пользуясь и руководствуясь советами Петра Александровича, я начал собирать и подбирать книги XVIII и XIX вв., главным образом иллюстрированные издания, а также альбомы, рисунки и акварели, литографии и гравюры, как бытовые, так и с видами Петербурга и его окрестностей, Москвы и др. городов. Позднее начал собирать Rossica, фейерверки и др. издания по искусству с учётом, что всё должно быть только в хорошем и отличном виде и сохранности.— 
Позже пришла очередь книг и материалов, связанных с А. С. Пушкиным и его эпохой, а на смену Александровскому рынку пришли букинистические магазины и, прежде всего, магазин Н. В. Соловьёва, куда поступали целые библиотеки, из которых можно было быстро пополнять коллекцию.
В 1913 году он был командирован на стажировку в Англию, где провел полгода. Затем, до революции 1917 года, Губар работал инженером на Восточно-Китайской железной дороге (Харбин), в Кронштадтском военном порту; с 1920-х годов — главным инженером, руководителем проекта крупных строительных организаций и институтов СССР.
В 1918 году П. В. Губар содействовал передаче Публичной библиотеке в Петрограде большой, свыше сорока тысяч томов, библиотеки издателя газеты «Новое время» А. С. Суворина.
В годы НЭПа, в 1923—1927 годах, он был владельцем основанного им совместно с Н. М. Волковым букинистического магазина «Антиквариат» на Невском проспекте, 72.

## Коллекция
Коллекция была подарена музею А. С. Пушкина в 1977 году вдовой собирателя Анастасией Григорьевной Ливер (1899—1980).
Сердце книжной коллекции, насчитывающей около 3 тысяч единиц, — пушкиниана, в составе которой 73 издания произведений поэта, из них 22 — прижизненных; 6 собраний сочинений поэта, пушкинистика XIX — первой трети XX века, переводы произведений Пушкина на европейские языки. В книжном собрании имеются также редчайшие издания XVIII века, но основу составляют книги XIX века: первые прижизненные, редкие и иллюстрированные издания Г. Р. Державина, И. А. Крылова, В. А. Жуковского, Н. В. Гоголя, М. Ю. Лермонтова, Н. А. Некрасова.
Один из раритетов книжной коллекции — конволют из собрания П. А. Ефремова — редчайший «Театральный альбом» (1842—1843), который Ефремов дополнил портретами артистов и изображениями сцен из балетов и спектаклей из других изданий.
Уникальна часть коллекции, посвящённая изображениям фейерверков и иллюминаций — 50 изданий, среди которых редчайшие: фейерверк 1741 года в честь Иоанна Антоновича, 1762 года — в честь императора Петра III.
Важной частью коллекции является собрание видов русских городов, в первую очередь — Санкт-Петербурга. Историю Петербурга в коллекции последовательно отражают: гуаши и акварели Ж. Б. де ла Траверса, гравюры Б. Патерсена и М. Дюбурга Петербурга конца XVIII века; гуаши И. В. Барта 1810-х годов; акварели Е. И. Есакова, К. Ф. Сабата, А. П. Брюллова, Г. Г. Чернецова Петербурга 1820-х годов; издания А. Плюшара «Виды Петербурга и пригородов» (1824, 1825, 1826), серия литографий Общества поощрения художников, работы А. Е. Мартынова и С. Ф. Галактионова; акварели B. C. Садовникова, И. И. Шарлеманя, литографии А. Дюрана, издательская серия И. Дациаро. Петербургская тема коллекции завершена печальными аккордами: «Петербург в 21 году» М. Добужинского — альбом из 12 литографий, изданный Комитетом популяризации художественных изданий и «Петербург. Руины и возрождение» П. А. Шиллинговского (1923) — изданный Полиграфическим отделом Академии художеств альбом (10 гравюр на дереве и 7 листов литографированного текста, тираж 500 экземпляров, ручная печать).